# Adam Sušac
Adam Sušac (Varaždin, 20 maggio 1989) è un allenatore di calcio ed ex calciatore croato, di ruolo difensore.

## Caratteristiche tecniche
È un difensore centrale.

## Carriera

### Club
Ha giocato nella prima divisione austriaca ed in quella croata, oltre che nella seconda divisione tedesca. In carriera ha anche giocato 4 partite nei turni preliminari di Europa League.

### Nazionale
Ha giocato nelle nazionali giovanili croate Under-16, Under-17 ed Under-19.

## Palmarès

### Club

#### Competizioni nazionali
- 3. Liga: 1

Osnabrück: 2018-2019